# Matacães
Matacães é uma povoação portuguesa do Município de Torres Vedras que foi sede da extinta Freguesia de Matacães, freguesia que tinha 13,45 km² de área e 1 087 habitantes (2011), e, por isso, uma densidade populacional de 80,8 hab/km².
A Freguesia de Matacães foi extinta (agregada) pela reorganização administrativa de 2012/2013, sendo o seu território integrado na Freguesia de Santa Maria, São Pedro e Matacães.
A Freguesia de Matacães incluía as localidades de Aldeia de Baixo, Aldeia de Cima, Lapas Pequenas, Cucos, Matacães, Ordasqueira, Ribeira de Matacães, Sevilheira e Zurrigueira.

## População
| População da freguesia de Matacães | População da freguesia de Matacães | População da freguesia de Matacães | População da freguesia de Matacães | População da freguesia de Matacães | População da freguesia de Matacães | População da freguesia de Matacães | População da freguesia de Matacães | População da freguesia de Matacães | População da freguesia de Matacães | População da freguesia de Matacães | População da freguesia de Matacães | População da freguesia de Matacães | População da freguesia de Matacães | População da freguesia de Matacães |
| ---------------------------------- | ---------------------------------- | ---------------------------------- | ---------------------------------- | ---------------------------------- | ---------------------------------- | ---------------------------------- | ---------------------------------- | ---------------------------------- | ---------------------------------- | ---------------------------------- | ---------------------------------- | ---------------------------------- | ---------------------------------- | ---------------------------------- |
| 1864                               | 1878                               | 1890                               | 1900                               | 1911                               | 1920                               | 1930                               | 1940                               | 1950                               | 1960                               | 1970                               | 1981                               | 1991                               | 2001                               | 2011                               |
| 1 089                              | 1 209                              | 1 345                              | 1 394                              | 1 375                              | 1 346                              | 1 496                              | 1 476                              | 1 573                              | 1 526                              | 843                                | 1 314                              | 1 288                              | 1 222                              | 1 087                              |

## Património
- Aqueduto de Torres Vedras
- Casa da Quinta Nova
- Residência Solarenga da Quinta do Juncal
- Castro da Fórnea
- Ermida e Sítio do Senhor Jesus do Calvário
- Igreja de Nossa Senhora da Oliveira